# 10月4日 (旧暦)
旧暦10月4日（きゅうれきじゅうがつよっか）は旧暦10月の4日目である。六曜は先勝である。

## できごと
- 舒明天皇4年（ユリウス暦632年11月21日） - 第1回遣唐使が帰国
- 文武天皇2年（ユリウス暦698年11月12日） - 藤原京に天武天皇の発願による薬師寺が建立
- 応安5年/文中元年（ユリウス暦1372年10月30日） - 南朝が建徳から文中に改元
- 宝永4年（グレゴリオ暦1707年10月28日） - 遠州・紀州灘で大地震（宝永の大地震）。M8.4で日本最大級の地震
- 享保元年（グレゴリオ暦1716年11月17日） - 新井白石が自叙伝『折たく柴の記』を起筆
- 明治5年（グレゴリオ暦1872年11月4日） - 官営富岡製糸場が操業開始

## 誕生日
- 慶長12年（グレゴリオ暦1607年11月23日） - 徳川和子（東福門院）、後水尾天皇の中宮・徳川秀忠の子（+ 1678年）